# مسابقات فرمول یک فصل ۱۹۹۷
مسابقات فرمول یک فصل ۱۹۹۷ در سال ۱۹۹۷ میلادی برگزار شد. در این مسابقات ژاک ویلنوو (به انگلیسی: Jacques Villeneuve) از تیم ویلیامز و با موتور رنو به قهرمانی رسید  و در مجموع صاحب ۸۱ امتیاز شد.